# Moulin du Pont de Guemps
De Moulin de Pont de Guemps is een ronde stenen molen te Guemps. Deze grondzeiler fungeerde als korenmolen.

## Geschiedenis
De molen werd opgericht in 1842 door Hubert Hyppolite Deldrève, die brouwer was van beroep. Het molenaarshuis kwam in 1853 tot stand. Omstreeks 1882 werd nog een gebouwtje bij de molen geplaatst waarin zich een stoommachine bevond. Dit gebouwtje bestaat niet meer.
Omstreeks 1950 stopte het molenaarsbedrijf. In 1977 erfde Gérard Courbot, achterneef van de laatste molenaar, de molen. Deze molen was echter vervallen tot ruïne. De molen werd echter geheel hersteld en in 1990 was hij weer maalvaardig.